# Suchdol nad Odrou
Suchdol nad Odrou (německy: Zauchenthal, Zauchtel latinsky: Ceuchenthal) je městys v okrese Nový Jičín v Moravskoslezském kraji. S přibližně 2 900 obyvateli je největší sídelní jednotkou svazku obcí Region Poodří. Nachází se mezi Beskydami a Oderskými vrchy v oblasti Moravské brány v nadmořské výšce mezi 270 a 280 m n. m. Na západě nad obcí jsou nejvyššími vrcholy blízkého okolí kopce Pohoř a Olšová s nadmořskou výškou 475 m n. m. Po celé délce městyse protéká Kletenský potok pramenící v Pohořských vrších, který se vlévá do řeky Odry. Část suchdolského katastru o rozloze 82 km² leží na území Chráněné krajinné oblasti Poodří, vyhlášené v roce 1991. Od konce 18. století je k městysi připojena a přifařena osada Kletné. Téměř celý moderní katastr městysu leží na Moravě, ale velice malá okrajová část katastru původně náležela ke slezské obci Mankovice, jak je patrné ze srovnání historických map císařských povinných výtisků stabilního katastru a současné katastrální mapy.
Suchdolu nad Odrou vévodí dva kostely. Pozdně renesanční katolický farní kostel Nejsvětější Trojice z roku 1605 a v novorománském slohu postavený evangelický kostel z roku 1858. Suchdol je významným železničním uzlem na trati Přerov–Bohumín, dříve nazývané Severní dráha císaře Ferdinanda. Mezi památky se též řadí výpravní budova železničního nádraží, dvě muzea, socha císaře Josefa II. a barokní katolická fara z roku 1730. Místní tradicí je od roku 1985 každoroční jízda československého a dnes i evropského Pony Expressu.

## Název
Původní název slovanské obce, která vznikla v blízkosti prastaré jantarové stezky vedoucí od Dunaje k Visle po levém břehu Odry, se dochoval v pramenech ze 14. století a zní Suchidol. Jméno vzniklo zřejmě od tamní suché půdy (Suchý dol). Dále je pak místo zaneseno v mapách pod německými a latinskými názvy jako Cuchental (1337), Zauchenthal (1430), Zauchthental (16.–18. století), Czauchenthal či Zauchtl (Zauchtel). Česky se pozdějšímu městečku říkalo Suchdol, Sukdol nebo Sudol. Začátkem 17. století pak Soudol. Ve 20. století se pak jméno ustálilo na Suchdol nad Odrou. Podle mapy z roku 1833 nesly místní trati německá jména: Christdorf Viertel, Kleinwald, Bauern Viertel, Zigeiner Viertel, Kirchen Viertel, Bettler Viertel, Bettlerfeld. Kletenský potok nesl tehdy německý název Dorfbach a mlýnský náhon Mühlbach.

## Historie

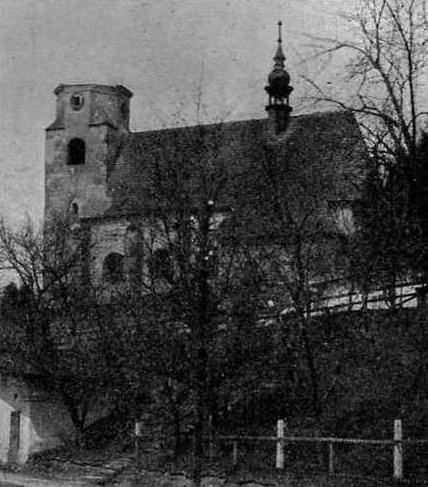
Kostel Nejsvětější Trojice po požáru v roce 1917

### Počátky osídlení
První osada na území dnešního Suchdola byla založena ve 13. století slovanskými horníky, kteří zde dolovali stříbrnou rudu. Toto osídlení pravděpodobně vyhladil nájezd Tatarů, kteří táhli Moravou v roce 1241, nebo později vpád divokých uherských Kumánů, kteří vyplenili celou Moravu v roce 1253. Mnoho vesnic tehdy bylo vypáleno a obyvatelstvo vyvražděno nebo odvedeno do zajetí. Suchdol byl znovu obnoven v průběhu 14. století, kdy se zde natrvalo usadili němečtí kolonisté, kteří tak využili výhodné polohy na obchodní jantarové stezce. Podle dialektu těchto kolonistů se usuzuje, že přišli z okolí Durynska. První dochovaná písemná zmínka o osadě pochází z roku 1337, kdy je na bezvýznamné latinsky psané kupní smlouvě podepsán pod názvem Ceuchenthal (das seichte Thal) jistý farář Petrus. Na konci 14. století Suchdol náležel k Opavsku a zboží fulneckému. Od začátku 15. století osada svou územní náležitostí patřila k helfštýnskému panství Lacka z Kravař. Pánové z Kravař celé Fulnecko vlastnili následujících 120 let.
Roku 1421 Vok VII. ustanovil, že suchdolského poddanského platu bude užívat fulnecký špitál. V roce 1437 se jeho leník Smil Doubravka o toto právo se špitálem soudil. Dalším držitelem panství byl Hanuš z Deštného, jemuž Suchdol přiřkla opavská knížata Vilém a Arnošt. Od roku 1457 vlastnili suchdolské dědičné fojtství Michal z Klimkovic a jeho potomci. Řemeslníci, kteří se v obci usadili, byli povinni fojtovi platem. V roce 1480 nechal Jan ze Žerotína zapsat Fulnecko do zemských desk trhových v Olomouci, čímž připadlo Fulnecko i Suchdol k markrabství Moravskému. V roce 1540 se stal majitelem fulneckého panství opavský zemský hejtman Oldřich Cetrys z Kynšperka. Cetrysové panství rozdělili mezi své potomky a v jejich rodě zůstal Suchdol po příštích 113 let. Baltazar Cetrys z Kynšperka, jehož sídlem se stal Kunvald, přičlenil suchdolskou rychtu k panství kunvaldskému. V roce 1605 koupil fojtství suchdolské Fabian Telčík, syn kunčického fojta Michala Telčíka, v jehož rodě se majetek rychty udržel celých 340 let až do roku 1945.

### Od třicetileté války do zániku rakousko-uherské monarchie

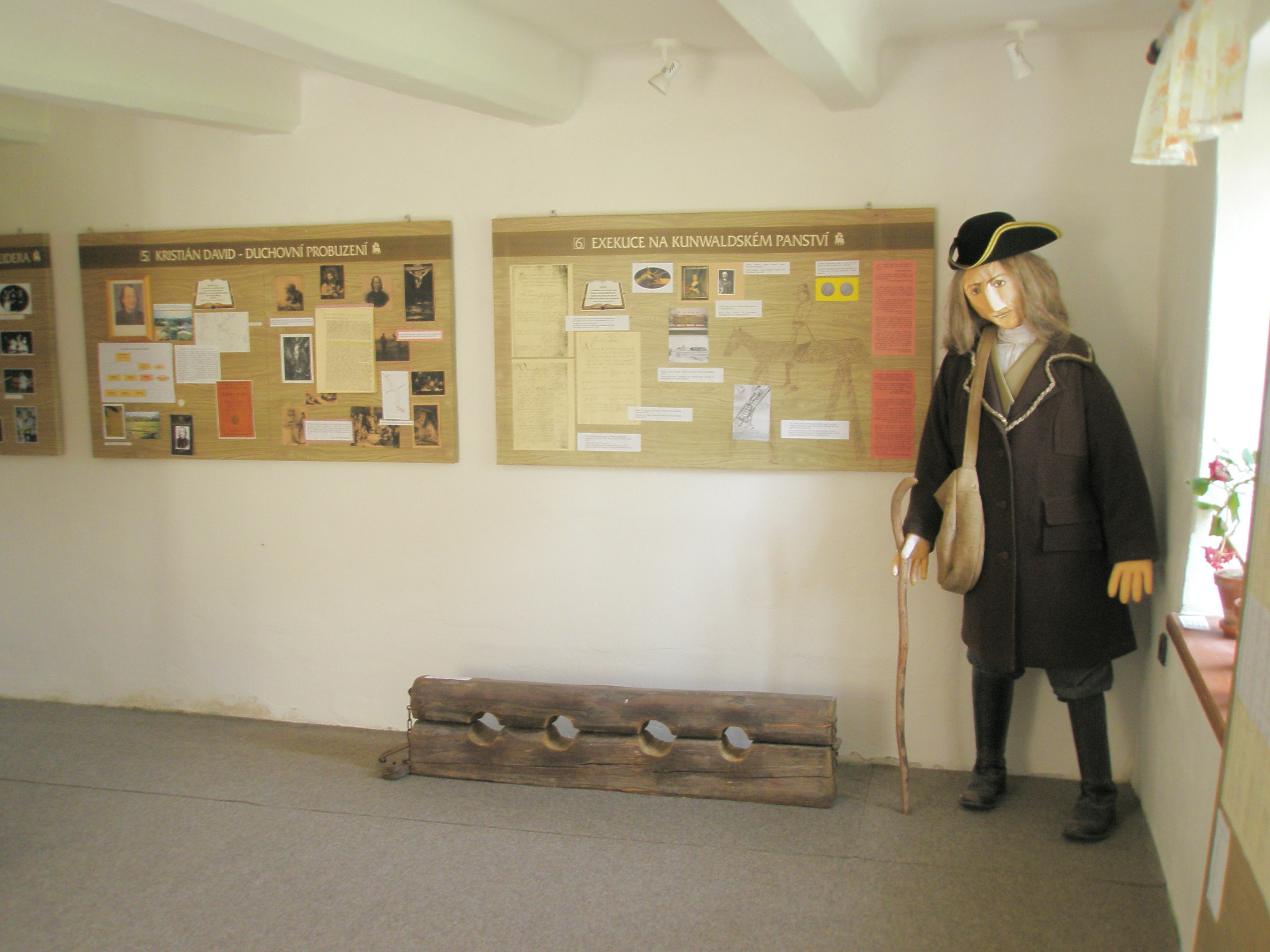
Historická expozice Suchdolského muzea

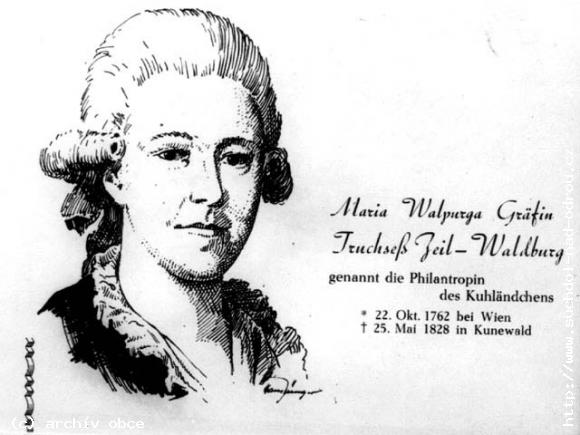
Marie Walburga Truchsess-Zeil (1762–1828)

Během třicetileté války (1618–1648) zažil Suchdol krušné časy. Nejenže zde řádila a vše ničila nepřátelská i císařská vojska, ale v roce 1624 většinu obyvatel zahubil mor. Poté (1626–1627) severní Moravu obsadila dánská vojska vedená Mansfeldem. Dánové zde vytvořili proticísařskou enklávu. Ke konci třicetileté války Dány vystřídali Švédové, kteří se vylodili v Německu v roce 1630 a postupně obsadili sever a střed Evropy. V oderské kronice se píše, že v roce 1642 byl Suchdol úplně vydrancován. Během třicetileté války byly zničeny veškeré písemnosti a dokumenty předchozích staletí a počet obyvatel se zmenšil téměř o polovinu.
V roce 1653 koupil kunvaldské panství Gabriel Serényi, pozdější moravský zemský hejtman. Panství zůstalo v rodě Serenyiů a v spřízněných rodech Lichtensteinů a Harrachů po 175 let (1653–1828). Když v roce 1723 agitoval v Suchdole představitel Jednoty bratrské a spoluzakladatel lužického Herrnhutu (Ochranova) Kristián David ze Ženklavy, tak jej do Saska následovalo do roku 1727 nejméně osmdesát čtyři osob ze Suchdolu a navíc další obyvatelé z blízkého i vzdálenějšího okolí. V dokumentech je uvedeno, že jich pod ochranu hraběte Nikolause Ludwiga von Zinzendorfa na jeho panství následovalo celkem nejméně 280 ze Suchdolu a 167 z Kunína. Emigranti cestovali bez veškerého majetku, který ve svých vesnicích byli nuceni zanechat.
V 18. století byl Suchdol stále součástí kunvaldského (po přejmenování kunínského) panství. V roce 1741 obec zažila vpád Prusů během válek o rakouské dědictví. V roce 1799 se obec stala jednou z prvních, kde se provedlo očkování veřejnosti proti neštovicím, o což se zasloužila hraběnka Marie Walburga Truchsess-Zeil. Následovalo bouřlivé období napoleonských válek, kdy Moravskou bránou táhly desetitisícové armády vojáků. Suchdol tak navštívily francouzská i ruská armáda. V suchdolské kronice je záznam, že na faře strávil dvě noci legendární ruský vojevůdce Suvorov. Po bitvě u Slavkova v roce 1805 procházeli Suchdolem vracející se ruští vojáci nakažení tyfem. Tato nákaza se rozšířila na celé Kravařsko, takže v některých obcích, Suchdol nevyjímaje, onemocnělo až 85 % obyvatelstva.
Rokem 1849 byla zrušena vrchnostenská správa v Kunvaldu (Kuníně). Nahradilo ji okresní hejtmanství v Novém Jičíně a okresní soud se sídlem ve Fulneku. Tyto instituce spadaly pod správu Moravského místodržitelství v Brně. Někdejší panství se tak stalo soukromým velkostatkem. Na velkostatku se pěstovaly převážně obiloviny a choval se šlechtěný kravařský skot. Rokem 1849 byl zrušen úřad dědičného rychtáře v Suchdole. Vedení obce začal zastávat volený obecní výbor, obecní rada a starosta. Kolem poloviny 19. století se začaly stavět železnice, Suchdol roku 1847 dosáhla Severní dráha císaře Ferdinanda mezi Vídní a Krakovem, což podnítilo rychlý rozvoj obce.
V letech 1852 až 1858 byl vybudován evangelický kostel, v roce 1883 obec postavila novou školu, kampelička vznikla roku 1888, rozvíjel se spolkový život. Suchdol byl v roce 1917 povýšen na městys. Rovněž výrobní činnost v Suchdole zaznamenala rozmach. Roku 1872 zde vznikla první továrna, Warhankova rybárna a sýrárna (dnes Witra), roku 1886 sedláci založili mlékárnu, roku 1892 zahájila provoz továrna na modrotisk, v roce 1902 přibyly strojírna a továrna na cementové výrobky.
Rozvíjela se však i samotná železnice v Suchdole. U nádraží vznikl hotel, roku 1857 byla Severní dráha císaře Ferdinanda zdvojkolejněna, roku 1880 byla zprovozněna místní trať do Nového Jičína a roku 1891 tratě ve směrech na Budišov a Fulnek. Byla vystavěna nová nádražní budova a kolem nádraží vyrostl komplex dalších budov. V roce 1872 byla též vybudována průmyslová úzkokolejná koněspřežná drážka do Tillova (Dolního) mlýna u Jeseníka nad Odrou, která byla jako první na Moravě později elektrifikována. Suchdol nad Odrou byl elektrifikován v roce 1900.

### První a druhá světová válka

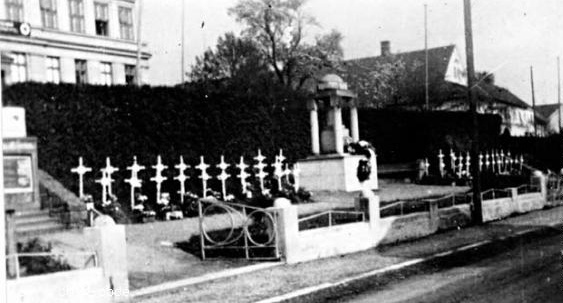
Pomník odhalený v roce 1921

Za první světové války padlo celkem 50 suchdolských občanů a 9 dalších zůstalo nezvěstnými. Na jejich počest byl před měšťanskou školou postaven pomník odhalený v roce 1921 (pomník byl odstraněn v roce 1965 a nahradila jej busta J. A. Komenského). Boje první světové války se odehrávaly daleko od Suchdola. Proto krom nedostatku mužů život v obci nejvíce poznamenal nedostatek potravin. Hospodaření s touto komoditou přísně řídily úřady. Pro válečné účely byly odevzdány k roztavení zvony z evangelického kostela. Po vyhlášení Československé republiky (1918) se německé pohraniční obyvatelstvo snažilo o vytvoření samostatného státu tzv. Sudetenlandu. Tento stav trval pouhý měsíc. Následovalo obsazení těchto oblastí českou národní gardou a začlenění do ČSR. To se místní německé většině pramálo zamlouvalo a ve třicátých letech mnozí čeští Němci projevovali sympatie k velkoněmeckému nacionalismu. V Suchdole, který měl německou většinu, se v roce 1931 do čela obce dostali členové DNSAP. V roce 1938 se pohraničí a německy mluvící obce na základě Mnichovské dohody staly součástí Německé říše. Suchdol byl tak součástí Sudet až do konce druhé světové války. Za zmínku též stojí, že Suchdol v roce 1938 navštívil vůdce separatistického hnutí Konrad Henlein.
V předvečer druhé světové války roku 1939 bylo v polích poblíž Suchdolu nad Odrou postaveno pro potřeby nacistického válečného letectva polní letiště. Bylo zbudováno v rámci německých příprav k napadení Polska. V průběhu druhé světové války projížděly Suchdolem transportní vlaky s vězni směřující do koncentračních táborů, situovaných v Němci okupovaném Polsku. Jednalo se o vyhlazovací pracovní tábory Auschwitz-Birkenau a jeho pobočné tábory. V lednu 1945 projížděl Suchdolem vlak s evakuovanými vězni z Osvětimi a 47 jich zde zmrzlo nebo byli zastřeleni na útěku. Tuto událost připomíná pamětní deska na vlakovém nádraží. Suchdol nad Odrou (tehdy Zauchtel) osvobodily sovětské jednotky 38. armády. O postupu a průběhu osvobozovacích bojů vypovídají dobové záznamy Bojových deníků RA z Centrálního archivu Ministerstva obrany Ruské Federace: „Součástí 101. střeleckého sboru RA (pod velením generálmajora Bondareva) byla zařazena i 226. pěší divize (Gluchovsko – Kyjevská) gardového generálmajora N. A. Kropotina, která dne 6. května 1945 svými pěšími pluky č. 985, 987 a 989 osvobodila obec Suchdol n.O.“ V bojích druhé světové války padlo celkem 130 místních suchdolských Němců.

### Po roce 1945
Po válce v roce 1945 byl dekrety prezidenta republiky zkonfiskován majetek Němců a kolaborantů a prakticky ihned po osvobození začali přicházet první čeští osadníci. V roce 1930 se v obci přihlásilo k české národnosti 483 osob, ale během války zde zůstalo pouhých 15 českých rodin, zbytek tvořili Němci, jež byli po válce nuceně vysídlováni do Německa. Poslední transport zbylých německých obyvatel odjel 21. září 1946. Postupně se do vylidněné obce přistěhovalo asi 360 českých rodin z různých koutů republiky. Po válce byl Suchdol nad Odrou spravován místním národním výborem, jenž podléhal Okresnímu národnímu výboru v Novém Jičíně. Od roku 1948 se přestal používat status městys a podle krajského zřízení z roku 1949 Suchdol nad Odrou patřil do Ostravského kraje, od roku 1960 pak ke kraji Severomoravskému a od roku 2000 k Moravskoslezskému.
V roce 1949 byl z polností a objektů Dolního dvora vytvořen československý státní statek. Započala kolektivizace zemědělství, místní Jednotné zemědělské družstvo vzniklo roku 1950 a téhož roku se začalo s rušením soukromých živností. Dne 26. srpna 1952 se na vlakovém nádraží udála tragická železniční nehoda, při které ve vykolejeném rychlíku zemřelo 12 osob. V roce 1970 vznikla v oblasti Kletenské nádrže chatová oblast určená k rekreaci místních obyvatel. Samotná obec Kletné byla k Suchdolu připojena v roce 1974, a stala se tak její místní částí. Postupně byly v obci vybudovány kulturní dům (1977), obecní vodovod (1978) a čistírna odpadních vod (2004).
Po Sametové revoluci se obecní politický život opět stal svobodným a byla obnovena nezávislá místní samospráva. Došlo také již od roku 1990 k privatizaci suchdolských podniků a rozvoji soukromého podnikání. Územní plán obce byl schválen v roce 1998. Od 10. října 2006 byl obci vrácen status městyse.

## Politika

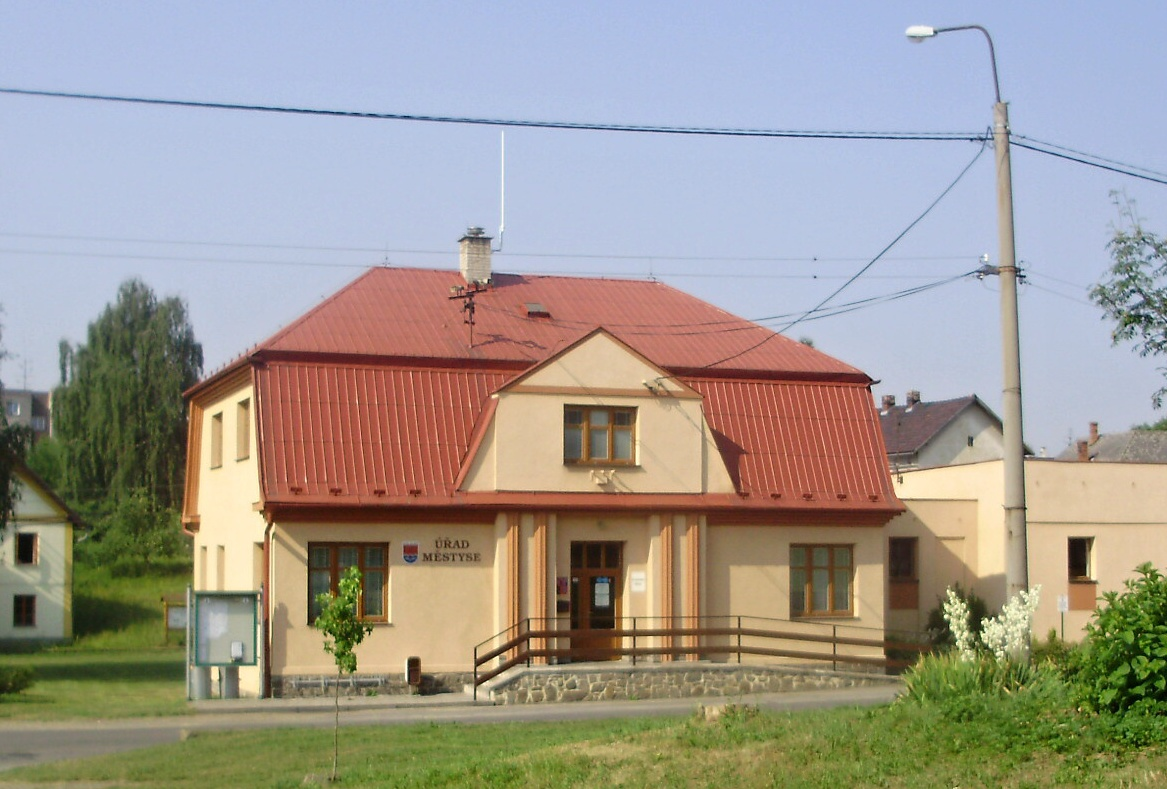
Úřad městyse (foto: 2010)

Městys Suchdol nad Odrou má průmyslově-zemědělský charakter a je součástí Moravskoslezského kraje a okresu Nový Jičín. V místních volbách je voleno 15 členů obecního zastupitelstva, kteří poté ze svých řad vybírají pětičlennou obecní radu, která je ze své činnosti odpovědná celému obecnímu zastupitelstvu. Ta pak dále volí ze svého středu jednoho starostu a místostarostu. Při volbách do obecního zastupitelstva na funkční období 2006–2010 byla v Suchdole nad Odrou volební účast 50,05 %. Obecní radu později vytvořili zástupci SNK, KDU-ČSL, ODS a KSČM. V roce 2010 pak při volební účasti 47,0 % drtivě vyhrálo Sdružení nezávislých kandidátů Suchdol nad Odrou – místo pro život se 49,08 % hlasů a obsadilo v místním zastupitelstvu 8 křesel z 15.
V celostátních volbách byli v Suchdole nad Odrou na počátku 90. let poměrně úspěšní moravisté, kteří například při volbách do České národní rady v roce 1990 byli s 29,13 % hlasů druzí za Občanským fórem (35,34 %) a v roce 1992 s 19,09 % dokonce první před koalicí ODS a KDS (18,22 %). Od roku 1996 pak všechny parlamentní volby vyhrává v Suchdole ČSSD, obvykle následovaná ODS s výjimkou roku 2002, kdy druhé místo zaujala KSČM.

### Insignie
Nejstarší podoba znaku městysu je zachycena na pečetidle ze 17. století otištěném na rektifikačních aktech z roku 1667. Na pečetidle je nápis ZAVCHTENTHAL a obrázek muže kosícího louku s hráběmi ležícími po jeho levé straně.
Znak a vlajka byly městysu Suchdol nad Odrou uděleny usnesením poslanecké sněmovny 6. dubna 1998. Popis znaku zní: Sníženým vlnitým břevnem dělený štít, nahoře v červeném poli zkřížená kosa a hrábě, dole v modrém poli okřídlené železniční kolo, vše stříbrné. Popis vlajky zní: List tvoří tři vodorovné pruhy: červený, vlnitý bílý o třech vrcholech a dvou prohlubních a modrý v poměru 9:2:5. V horní žerďové polovině listu zkřížená bílá kosa a hrábě v dolní žerďové polovině bílé okřídlené železniční kolo. Poměr šířky k délce listu je 2:3.

### Členství ve sdruženích
Suchdol nad Odrou je členem svazku obcí Regionu Poodří, jenž byl vytvořen v roce 1999 a sdružuje 21 obcí regionu okolo Chráněné krajinné oblasti Poodří. Suchdolský vlastivědný spolek je od roku 2003 členem trojpartnerství spolků zvaného Herrnhut – Pilawa Górna – Suchdol nad Odrou. Jedná se o partnerství polského spolku Stowarzyszenie partnerstwo na rzecz Pilawy, německého spolku Freundeskreis Zinzendorf-Schloss Berthelsdorf a českého spolku Historicko-vlastivědná společnost Moravian.

## Přírodní poměry

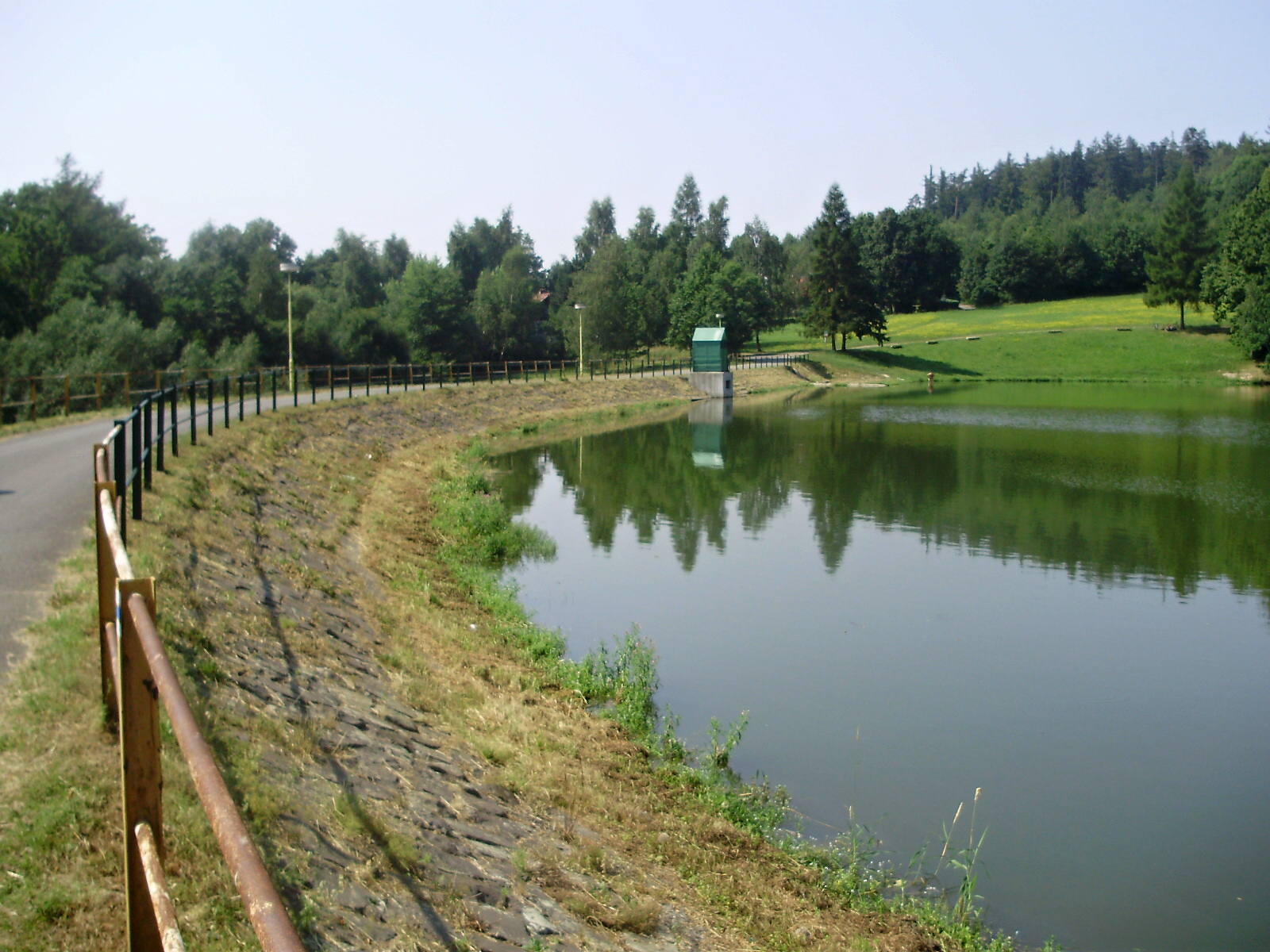
Vodní nádrž Kletné (foto: 2010)

Suchdol nad Odrou se nachází 9 km severozápadně od Nového Jičína a leží mezi Beskydami a Oderskými vrchy na rovině v údolí Moravské brány v nadmořské výšce pohybující se mezi 270–280 m n. m. Do katastru zasahuje úpatí tabule okrajového zlomu Nízkého Jeseníku, jehož okraj je zalesněn a nejvyššími body jsou vrchy Olešný (475 m n. m) a Pohořský kopec (481 m n. m). Od jihovýchodního okraje městyse se rozkládá chráněná krajinná oblast Poodří a severozápadní část s osadou Kletné leží v prostoru přírodního parku Oderské vrchy. Největším vodním tokem je řeka Odra, do které vtéká v Suchdole místní Kletenský potok pramenící v Pohořských vrších. Na tomto potoce u Kletenského lesa je vybudovaná vodní nádrž Kletná sloužící k rekreačním účelům.
Podnebí kraje je ovlivněno otevřenou krajinou, jež není od severu chráněna horami, proto je drsnější než u chráněných území ve stejné nadmořské výšce. Teplota vzduchu proto také podléhá rychlým změnám. Působí na ni vliv chladného baltského jara. Podle meteorologické stanice v Suchdole nad Odrou je průměrná roční teplota +8,2 °C (měřeno: 1880–1940). V průměru 70 dní v roce je mlhavých a zamračených, vanou tu s převahou větry od severu, severovýchodu a jihozápadu. Suchdol má průměrně 740 mm ročních srážek.

## Území

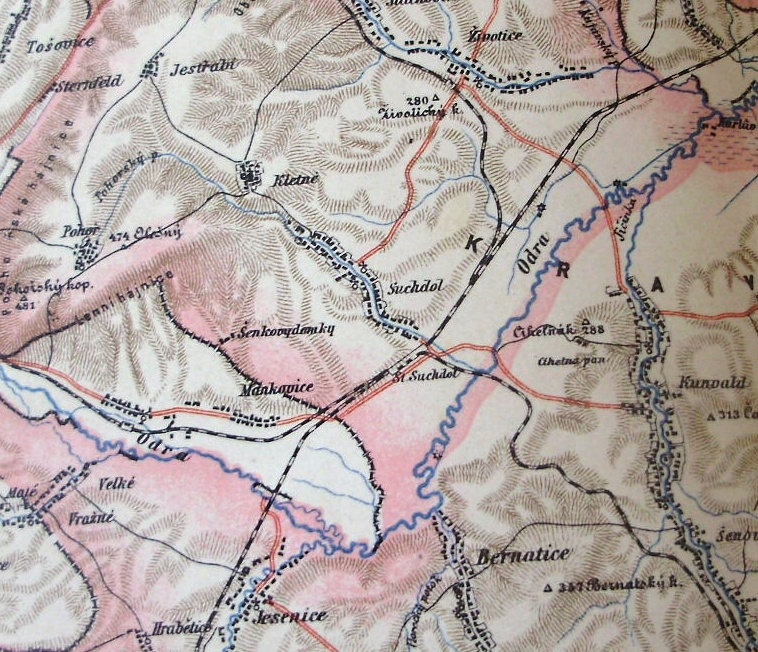
Mapa Suchdolu nad Odrou a osady Kletné z roku 1898

Rozloha katastru obce je 22,99 km², z toho 18,08 km² představuje zemědělská půda, 2,79 km² lesní půda, 0,3 km² vodní plochy, a zbytek připadá na zastavěné plochy. Suchdol nad Odrou spadá pod územní působnost katastrálního úřadu v Novém Jičíně. Skládá se ze dvou katastrů – Kletné (na katastru Kletné leží samotná osada Kletné) a samotného Suchdolu nad Odrou.
Suchdol nad Odrou sousedí svým katastrálním územím na severu s obcemi Jestřabí, Stachovice a Hladké Životice. Dále pak na východě s Kunínem (dříve Kunvaldem), na jihu tvoří přirozenou hranici řeka Odra s obcí Bernartice nad Odrou a na západě s Mankovicemi a Pohoří (částí města Odry).

## Demografie

### Složení obyvatel
V roce 1890 žilo v Suchdole nad Odrou 1899 osob, z čehož 1785 obyvatel se hlásilo k německé národnosti a 95 k české. Z tohoto počtu osob bylo 863 katolíků, 1000 protestantů a 36 židů. Po značnou část historie tvořili naprostou většinu obyvatelstva Němci, ačkoli je podle vývoje názvů zřejmý slovanský původ prvotního osídlení. Většina suchdolských Němců byla na základě Benešových dekretů po druhé světové válce vysídlena, načež byli odsunutí obyvatelé částečně nahrazeni nově příchozím českým obyvatelstvem.
Dle sčítání lidu v roce 2001 měl Suchdol nad Odrou 2493 obyvatel, z toho 2193 bylo české národnosti, 148 moravské, 70 slovenské, 7 německé, 3 slezské, 3 polské a dva občané se přihlásili k ukrajinské národnosti.

### Náboženský život

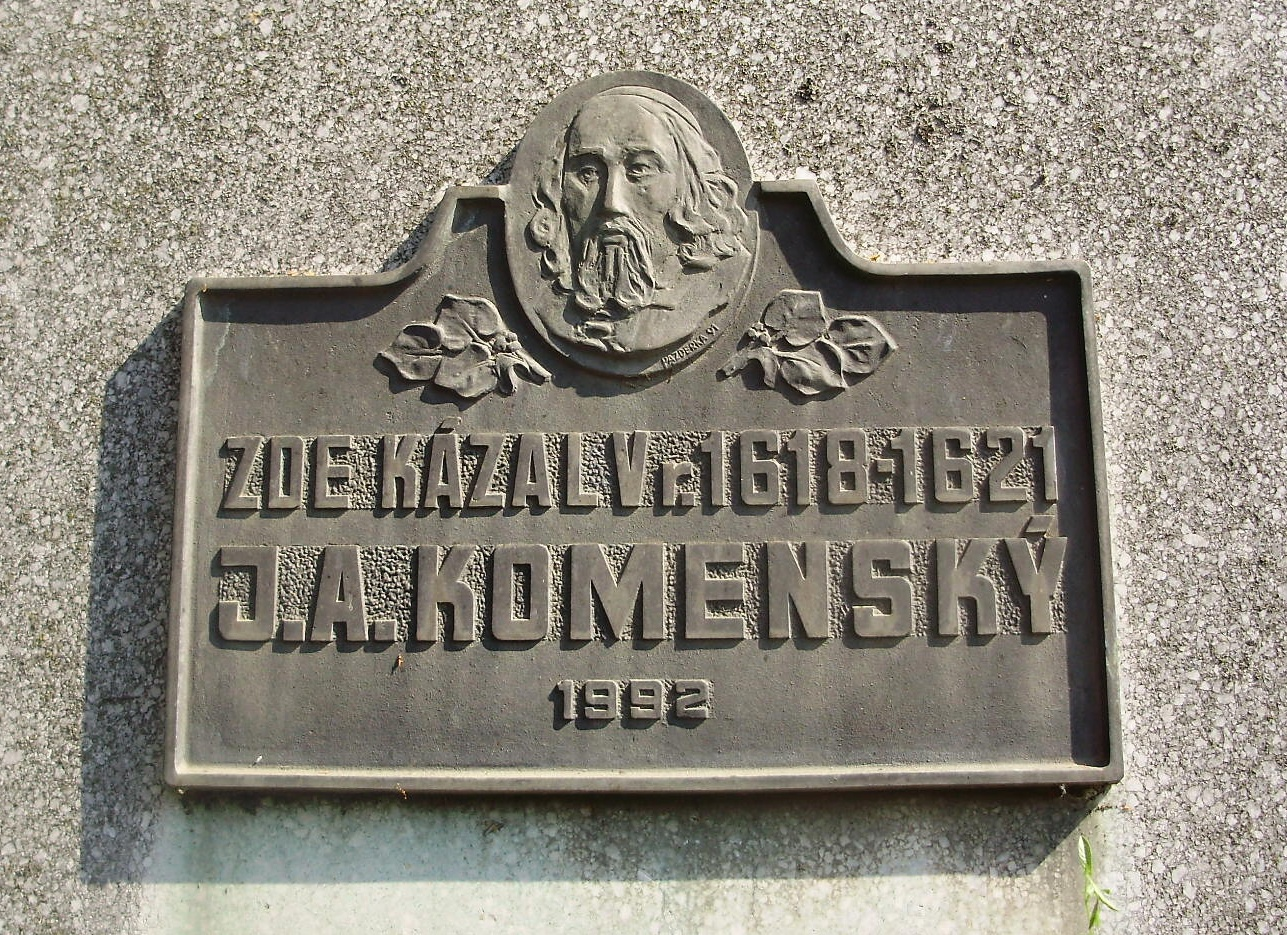
Pamětní deska připomíná kázání Jana Amose Komenského

V roce 1475 za Jana st. ze Žerotína, který v tomto roce koupil fulnecké panství, se v Suchdole začali usazovat představitelé Jednoty bratrské, kteří své učení šířili. V 16. století již poněmčelí čeští bratři získali většinu, a proto i místní katolický kostel svaté Kateřiny přešel pod jejich správu. V obci tak působili bratrští kněží a byla zde i německá bratrská škola, jež zanikla během třicetileté války. Podle německých bratrských kancionálů byli v Suchdole paradoxně českými bratry hlavně Němci. Když v roce 1604 shořel po úderu bleskem dřevěný kostel, nechal horlivý představitel Jednoty bratrské Jan Cetrys z Kynšperka na Kunvaldě postavit nový. Českobratrské bohoslužby se v něm konaly až do roku 1623, kdy byl kostel navrácen katolíkům. Mimo české bratry byli v 17. století v obci aktivní též vyznavači učení Lutherova. Po navrácení katolíkům byl kostel přifařen k Šenovu, pak na krátko k Odrám a v letech 1633–1729 opět k Šenovu, načež byla u kostela zbudovaná fara. V obci se traduje, že po bitvě bělohorské v roce 1620 se čeští bratři scházeli v lese k modlitbě, kterou jim v němčině složil sám Jan Amos Komenský.
Suchdol neměl do roku 1729 svého faráře, což nutilo místní obyvatelstvo ke lpění na tradicích a domácích pobožnostech. Místní rolníci dokonce pořádali pravidelné tajné bratrské schůze. Počátkem 18. století navštívil místní vyznavače víry bratrské tesař Kristian David, spoluzakladatel saské osady Herrnhut (Ochranov), ve snaze vzkřísit Jednotu bratrskou. Vrchnost z Kunvaldu neměla pro tuto činnost pochopení a začala účastníky schůzí stíhat a trestat peněžními pokutami či vězením. V letech 1724–1733 tak proběhlo hojné stěhování obyvatel do Herrnhutu pod ochranu hraběte Nikolause Ludwiga von Zinzendorfa. Biskupská konzistoř olomoucká a vrchnost kunvaldská se snažily obyvatele přimět k návratu do církve katolické, přesto většina obyvatel zůstala evangelická. V roce 1782 byla v obci zřízena evangelická fara, modlitebna a škola. Nynější protestantský kostel se začal stavět v roce 1852.
Městys Suchdol nad Odrou je dnes sídlem římskokatolické farnosti Suchdol nad Odrou náležící do bíloveckého děkanátu. Farním kostelem je místní kostel Nejsvětější Trojice. V těsné blízkosti kostela stojí farní budova datovaná k roku 1730. Sídlo zde má také sbor českobratrské církve evangelické při evangelickém kostele. Podle sčítaní lidu, domů a bytů z roku 2001 se k víře hlásí 893 obyvatel, z toho 639 k římskokatolické církvi, 86 k Českobratrské církvi evangelické, 11 k pravoslavné církvi, 3 k Církvi československé husitské a jeden k náboženské společnosti Svědkové Jehovovi.

## Památky a turistické zajímavosti

### Kulturní památky

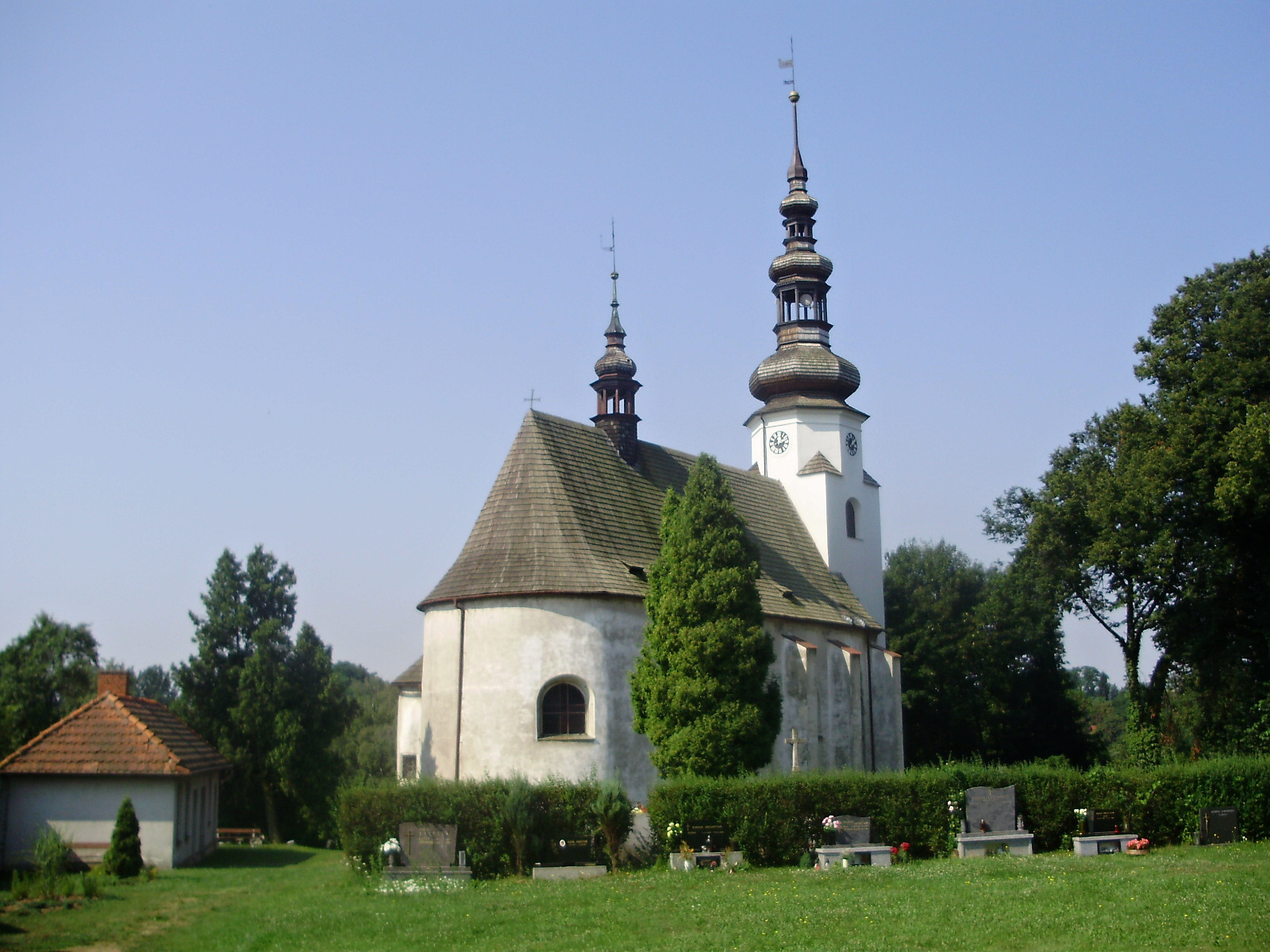
Kostel Nejsvětější Trojice (2010)

V seznamu nemovitých kulturních památek České republiky jsou zapsány v Suchdole nad Odrou čtyři objekty: Evangelický kostel, kostel Nejsvětější Trojice, fara a výpravní budova železniční stanice. Evangelický kostel byl zbudován v letech 1852–1858 a je v držení Českobratrské církve evangelické. Stavbu započal stavitel Appelt z Bilska a po přepracování projektu stavbu dokončil v roce 1858 vídeňský architekt Ludwig Förster. Kostel je zbudovaný v honosném arkádovém stylu. V roce 1856 byl při nedostavěném kostele otevřen evangelický hřbitov. Římskokatolický farní kostel Nejsvětější Trojice byl postavený v roce 1605 na místě dřevěného kostelíka zasvěceného svaté Kateřině. Pozdně renesanční budova má příkrou, přibližně 27 m dlouhou šindelovou střechu s velkou a malou věží. Kostel byl nejméně čtyřikrát opravován v důsledku živelních pohrom. Další nemovitou kulturní památkou je farní budova při kostele. První dochovalá zmínka o faře je z roku 1337, kdy byl nalezen podpis jistého Petruse, faráře ze Suchdolu. Dnešní vzhled má fara od roku 1730, kdy dostala barokní podobu od vídeňského architekta J. L. Hildebrandta. Přestože má novou střešní krytinu, je neobydlená a chátrá. Poslední ze zapsaných kulturních památek je výpravní budova železniční stanice, která vznikla v roce 1847 na trati bývalé severní Ferdinandovy dráhy, jež spojovala Vídeň se solnými ložisky v polské Haliči.
Dalšími kulturními památkami či zajímavostmi, jež nejsou zahrnuty do seznamu nemovitých kulturních památek, jsou socha císaře Josefa II. v životní velikosti, která stojí před budovou muzea městyse, dále pomník památce padlých hrdinů z první světové války datovaný k roku 1939, tři památné stromy (Komenského lípa, buk lesní červenolistý a dub letní), pamětní deska Zde kázal v roce 1618–1621 Jan Amos Komenský umístěná u římskokatolického kostela v roce 1992, památník všech obětí světových válek s upomínkou na bývalé německé občany na evangelickém hřbitově z roku 2002, pamětní deska v upomínku na 47 neznámých politických vězňů z transportu smrti v roce 1945, kteří byli pohřbeni na břehu řeky Odry, umístěná na budově železniční výpravní stanice, a konečně pamětní deska v upomínku na událost, kdy hraběnka Marie Walburga z Truchsess–Waldburg–Zeilu nechala jako první v tehdejším Rakousku očkovat obyvatele proti neštovicím.

### Muzea

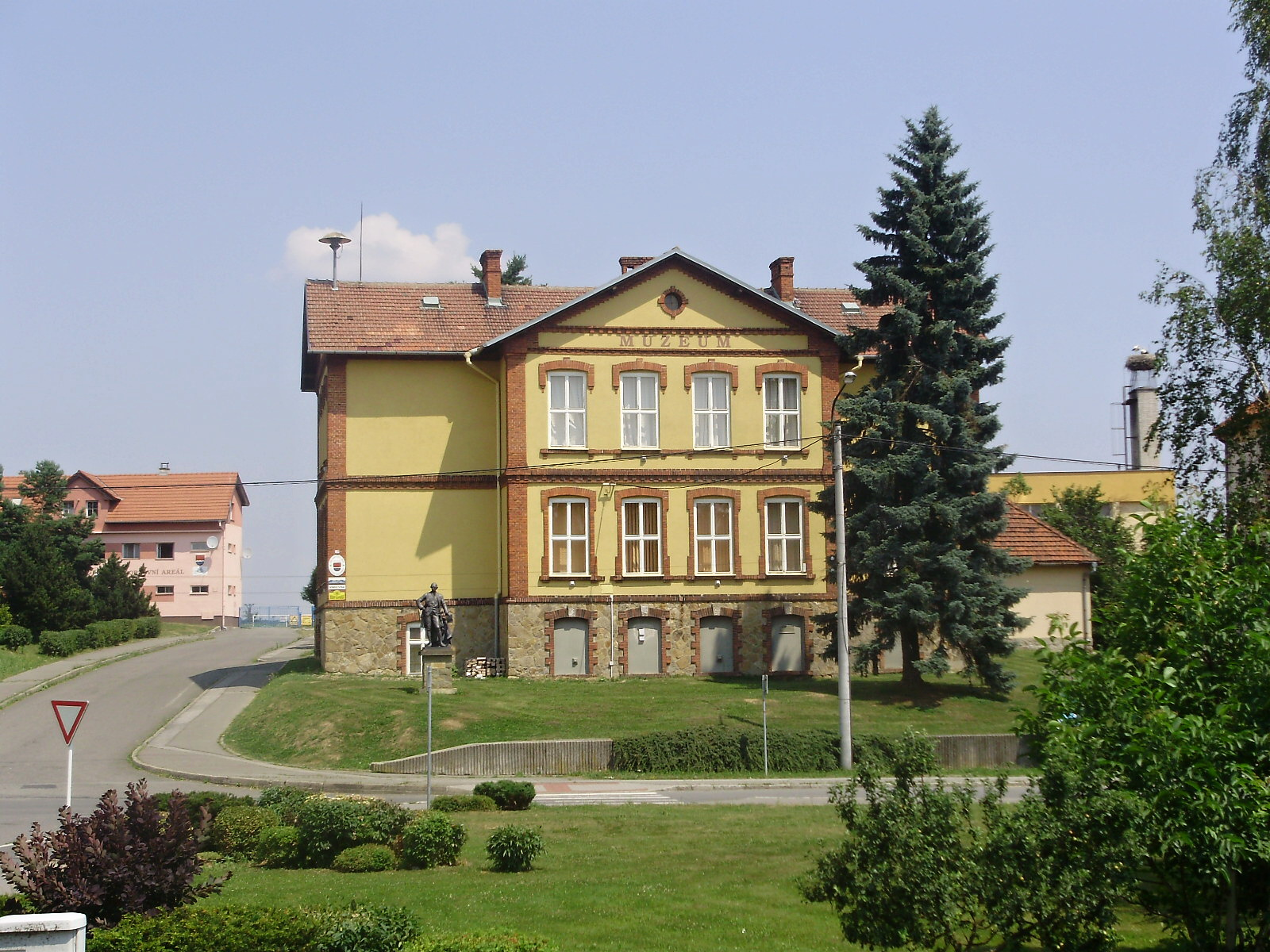
Muzeum městyse Suchdol nad Odrou

V Suchdolu nad Odrou působí dvě muzea:
- Muzeum Moravských bratří nabízí návštěvníkům expozici z exilu 280 místních obyvatel do Herrnhutu v Sasku v 18. století, kteří obnovili Jednotu bratrskou a zakládali misijní osady ve všech částech světa. Expozice je věnovaná osobnostem Jednoty bratrské, především prvnímu biskupu Davidu Nitschmannovi, Melchioru Zeisbergerovi a Johannu Münsterovi. V dalších prostorách muzea jsou expozice k misiím Moravanů ve světě a k exekucím na kunvaldském panství. Muzeum vede archiv a shromažďuje exponáty k tematice moravských bratří. Muzeum prošlo v roce 2006 rozsáhlou rekonstrukcí.[55][56]

- Muzeum obce Suchdol nad Odrou je umístěno v budově zaniklé Zemské hospodářské zimní školy. Prohlídka nabízí k zhlédnutí expozici o historii a vzniku městyse, expozici se zaměřením na největší leteckou bitvu nad Moravou z 17. prosince 1944 zvaná Krvavá neděle a westernovou expozici zaměřenou na tradici Československého Pony Expressu.[57]

### Kulturní a sportovní život
O kulturní život v Suchdole nad Odrou se stará především Klub kultury mající zázemí ve zdejším Kulturním domě. Provozuje kulturní i sportovní akce a kurzy. Úřad městyse pořádá i tradiční akce jako Suchdolská pouť (květen), Velikonoční taškařice v maskách (březen), Hry bez venkovských hranic (červen) nebo Pooderské koštování (klání o nejlepší slivovici). Místní tradicí je od roku 1985 každoroční jízda československého a dnes i evropského Pony Expressu. Městys má vlastní lidovou knihovnu.
V Suchdole nad Odrou je velký sportovní areál s fotbalovým hřištěm, tenisovými kurty a basketbalovým hřištěm. Proto zde fungují i úspěšné sportovní kluby kopané a házené. Oddíl kopané byl založen v roce 1945 pod názvem SK Železničáři a od roku 1992 se nazývá TJ Lokomotiva. Součástí života městyse jsou i tradiční sportovní akce jako je Memoriál A. Dohnala (cykloběžecká pouť na sv. Hostýn), Memoriál V. Mrtvého (tradiční turnaj v házené), turnaj ve stolním tenise nebo turnaj ve florbalu. Pro relaxaci zde funguje sauna a hydromasážní bazén. V Městysi funguje velmi aktivní kynologická organizace, která již několikrát dokázala zorganizovat kynologické závody s mezinárodním významem (MR ČKNO 2004,2010; MR IPO 2005,2007)

## Hospodářství a infrastruktura

### Doprava

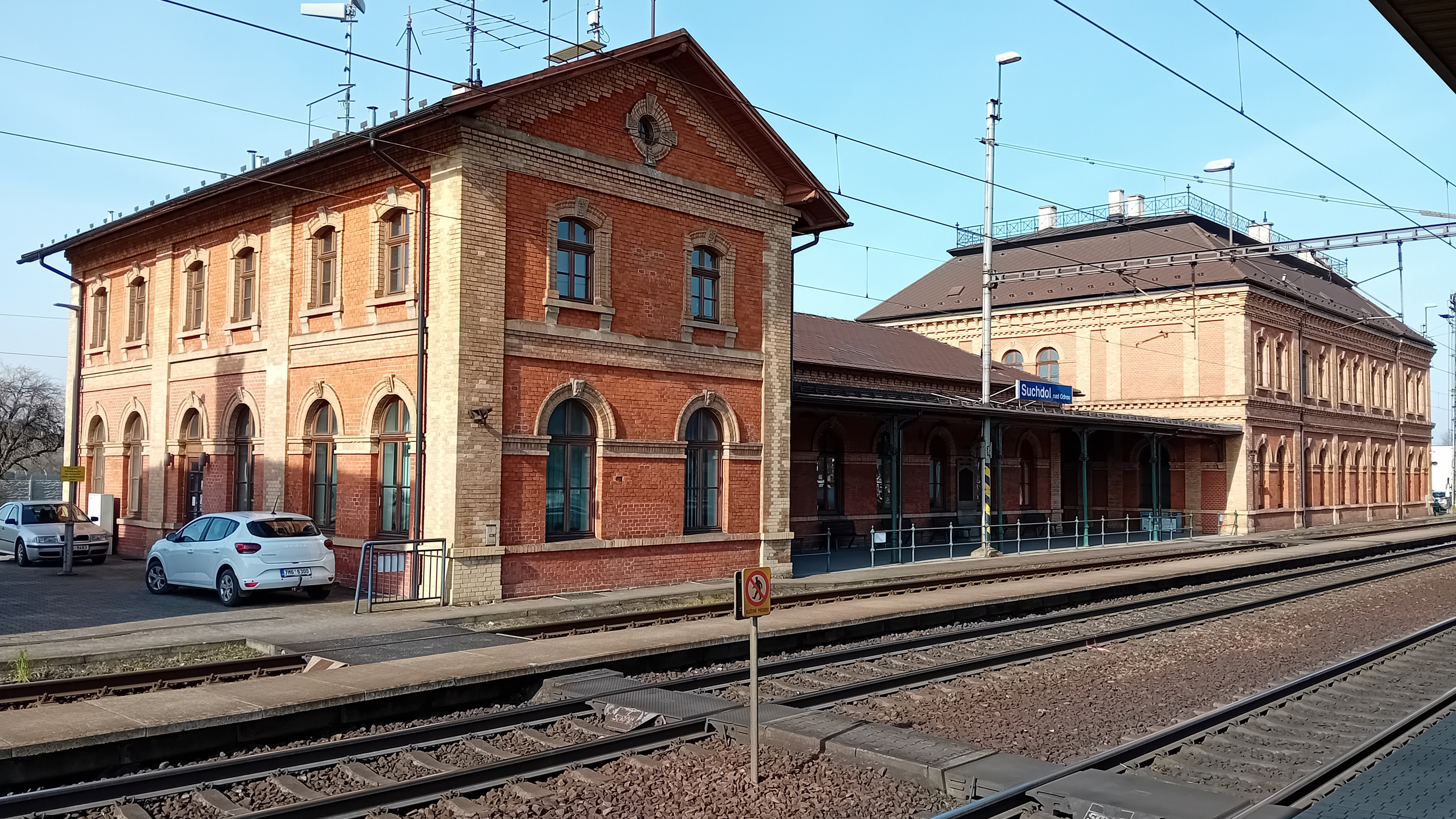
Železniční stanice

Dopravní obslužnost městyse je zajišťována silniční a železniční dopravou. Katastrem obce vede dálnice D1 z Lipníka nad Bečvou do Bohumína zprovozněná na konci roku 2009. Samotný městys leží na silnici III/04738 z Fulneku přes Kletné do Suchdola. Další silnice III. třídy:
- III/04734 Mankovice – Suchdol nad Odrou – Kunín
- III/04737 Pohoř – Kletné
- III/04736 Hladké Životice – Suchdol nad Odrou – Mankovice

Autobusové spoje začleněné do integrovaného systému ODIS zajišťuje ostravská společnost Veolia Transport Morava a.s. Suchdol nad Odrou leží na frekventované železniční trati Česká Třebová – Přerov – Bohumín . Vlaková stanice slouží jako přestupní místo na tratích Suchdol nad Odrou – Budišov nad Budišovkou, Suchdol nad Odrou – Fulnek a Suchdol nad Odrou – Nový Jičín. Vlakové spoje jsou integrovány do systému Esko jako linky R8, S3, S32, S33 a S34. Nejbližší letiště je Mezinárodní letiště Leoše Janáčka v Mošnově.

### Průmysl a zemědělství

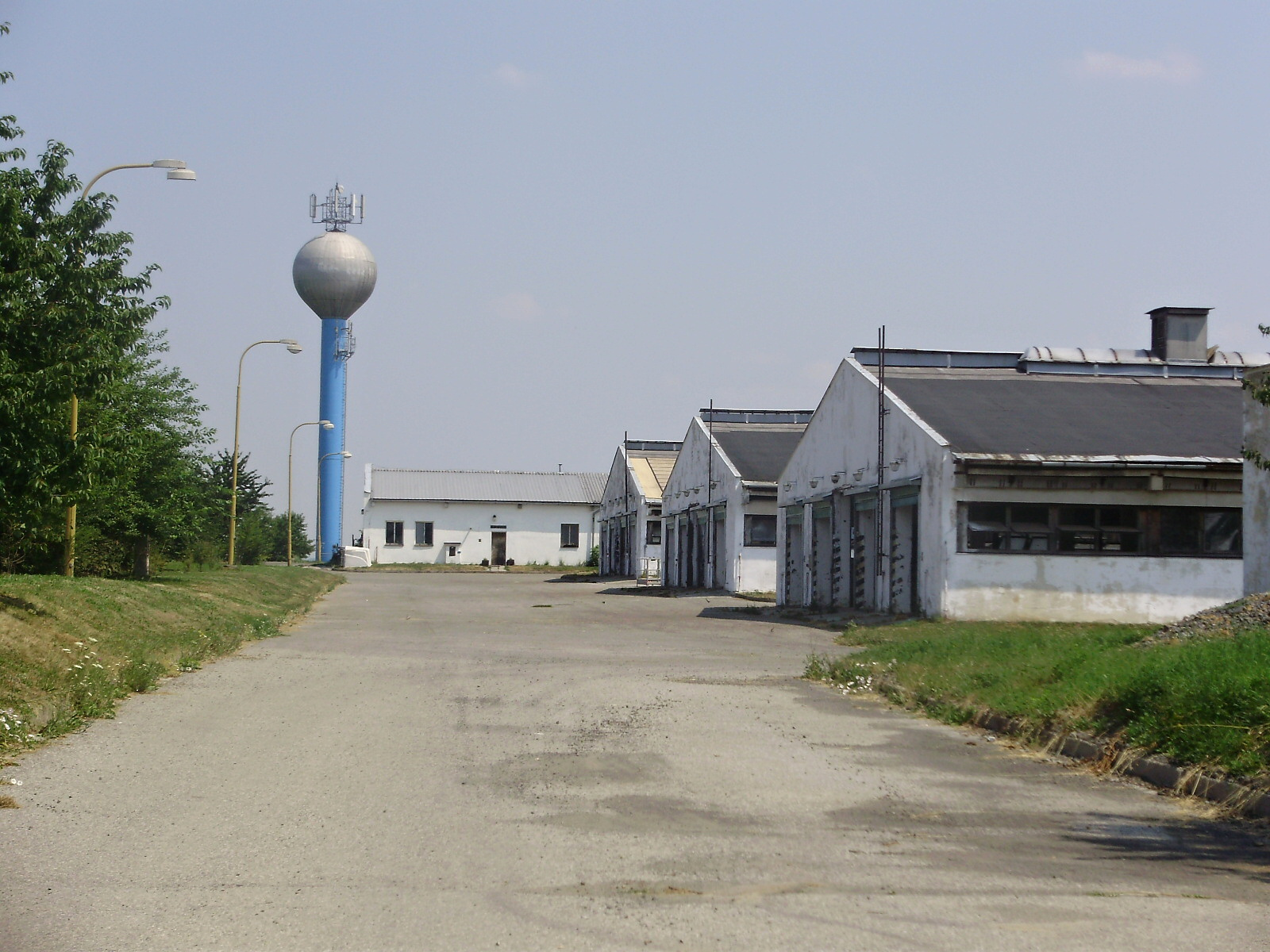
Farma živočišné výroby

Hospodářství se na Kravařsku, Fulnecku a dnes Novojicku poměrně dařilo. Města, obce i osady profitovaly z blízkosti jurského vápence u Štramberka, hojnosti dřeva v Karpatech a uhelné pánve na Ostravsku. Suchdol nad Odrou byl a je díky významnému železničnímu uzlu významným bodem při přepravě těchto komodit. Překládalo a nakládalo se tu nejen průmyslové zboží, ale i dobytek a jiná hospodářská zvířata směřující na jih. Spolu s rozvojem železniční dopravy se v Suchdole rozvíjel i podnikatelský a společenský ruch. Vznikly zde první továrny a různé instituce. Ze závodů vynikala Rauppachova sýrárna nebo továrna na přípravu tzv. rusů. Z institucí zde byla zbudována Raiffeisenova záložna. Podle sčítání lidu v roce 2001 je ekonomicky aktivních 1249 obyvatel, z toho 420 pracuje v průmyslu, 218 v dopravě, 119 ve stavebnictví a zbytek v jiných odvětvích. V Suchdole dnes sídlí firmy se zaměřením na kovovýrobu, CNC technologie (NC Line), výrobu krbových kamen (Romotop), lisování dílů pro elektrotechnický průmysl (Pamet), výkupu a zpracování neželezných a železných kovových odpadů (ANBREMETALL s.r.o.), stavebnictví (STAVO,Unistad), obnovitelnou energetiku (Prosolar s.r.o.) a další.
V Suchdole bývaly dva výroční trhy spojené s prodejem dobytka. První byl v úterý před Velikonocemi a druhý ve středu před císařským posvícením. Zemědělské družstvo se zabývalo hlavně chovem plemenného dobytka. Podle záznamu z roku 1893 bylo z železniční stanice daného roku vyvezeno 208 býků a volů, 1620 krav, 2838 telat, 2498 vepřů a 246 ovcí. Dnešní zemědělství se zabývá rostlinnou výrobou kombinovanou s živočišnou výrobou (tzv. smíšeným hospodářstvím). Dále pak pěstováním obilnin, pícnin a cukrové řepy. Firma AGROSUMAK a.s. (farma živočišné výroby) se dále zabývá chovem mléčného skotu, prasat a hovězího dobytka.

### Školství

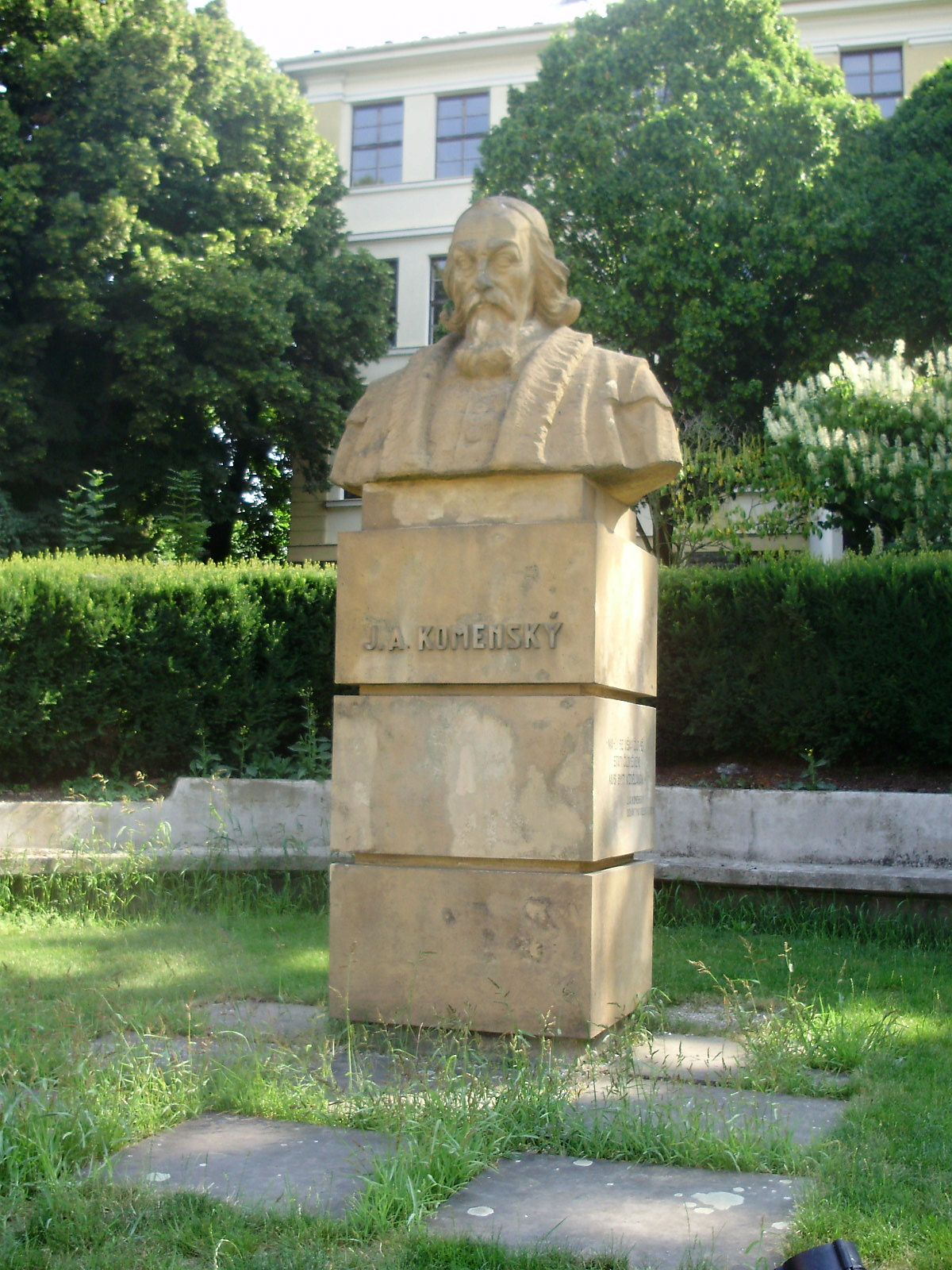
Busta J. A. Komenského před školní budovou

Nejstarší školou v okrese byla německá farní škola ve Fulneku, která je připomínána již ve 14. století. V následujících stoletích se o výuku starali čeští bratři, kteří měli hlavní sídlo ve Fulneku. Bratrská církev měla své školy v Suchdole nad Odrou, Bartošovicích, Mořkově, Novém a Starém Jičíně a Štramberku. Všechny zanikly během třicetileté války. Učilo se zde v češtině, krom školy ve Fulneku a Suchdole nad Odrou, kde se učilo v jazyce německém. Dříve než byla v Suchdole nad Odrou vybudována první školní budova, byly děti vyučovány v obecním domě k tomuto účelu zapůjčeném. V roce 1815 byla postavena škola z obecních prostředků. Jako první zkušený učitel byl v roce 1835 zaměstnán jistý Andreas Berger z Pohoře, který tu učil děti až do roku 1871. V roce 1883 byla školní budova zbourána, jelikož již byla postavena budova nová, větší. V roce 1918 po vzniku samostatného státu byla většina obyvatel německé národnosti, proto se v obecné škole stále vyučovalo v německém jazyce. Výuka první české jednotřídní menšinové školy byla zahájena roku 1919 v místnosti evangelického kostela. Budova pro tuto českou školu byla postavena v roce 1929. Škola zanikla v roce 1938 po odchodu většiny českých rodin v důsledku mnichovských ujednání. Po druhé světové válce a odsunu Němců byla zahájena výuka v české obecné měšťanské škole. V roce 1953 byla v Suchdole zahájena výuka osmiletá, což nařizoval zákon. Pomník Jana Amose Komenského od A. Chromka byl před školní budovu postaven v roce 1965. Dnešní podobu školních prostor získala škola v letech 1979–85, kdy bylo přistavěno 10 nových tříd s odbornými pracovnami, družinou, školní jídelnou a tělocvičnou. V roce 1901 byla postavena školní budova pro Zemskou hospodářskou zimní školu, později dvouletou Zimní rolnickou školu, která byla centrem vzdělávání rolníků na celém Kravařsku a byla funkční do roku 1945. Poté sloužila již jen jako základní škola pro nižší ročníky a později i komerční aktivity. Dnes jsou v budově expozice suchdolského muzea.
V současnosti je v budovách školy 12 tříd základní školy, 3 třídy mateřské školy (v budově Záhumení) a školní jídelna s výdejnou pro MŠ. Dále pak zde má odloučené pracoviště Střední škola přírodovědná a zemědělská z Nového Jičína, kde se žáci učí odbornému výcviku.

### Turistika
Suchdolem nad Odrou vede Evropská dálková trasa E3, která měří 6950 km a míří ze Španělska do Bulharska. Tato trasa prochází městysem od jihovýchodu na severozápad označená žlutou barvou  a u vodní nádrže Kletné přechází v modrou barvu . Katastrem městyse také vede žlutá turistická trasa č. 7836  vedoucí od vodní nádrže Kletné přes Bernartice nad Odrou a Starý Jičín do Kojetína. Dále pak modrá turistická trasa  z Oder do Hradce nad Moravicí, jež katastrem prochází od západu a stáčí se na sever směr Fulnek.

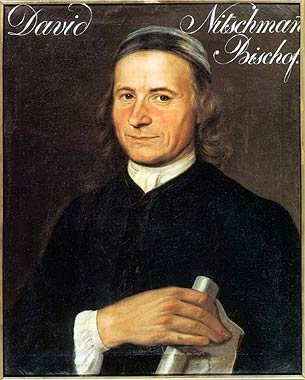
David Nitschmann (1696–1772)

Přes Suchdol vedou cyklotrasy číslo 6078 (Suchdol nad Odrou – Opava) a 6131 (Suchdol nad Odrou – Dolní Nový Dvůr). Pro cyklisty bylo v roce 2010 zbudováno v centru městyse jednotné cyklistické zastavení regionu Poodří. V místní části Kletné k rekreaci vybízí vodní plocha přírodní nádrže Kletné s chatovou oblastí a autokempem. V okolí je bohatá síť restaurací a ubytovacích zařízení pro turisty, pro cyklisty slouží cykloservis.
Suchdol nad Odrou je výchozím bodem poutní cesty Via exulantis (Cesta exulantů).

### Obchody a restaurace
V Suchdole nad Odrou je nákupní středisko, drogerie, několik obchodů s potravinami, obchod se zeleninou, poštovní úřad a prodejna léků a zdravotnických potřeb. Dále je zde restaurace U Králů, restaurace Zlatý důl, nádražní restaurace v budově ČD, Penzion Poodří a jídelna Bašta. V osadě Kletné je kiosek, bistro a pohostinství Tramp.

## Osobnosti
V Suchdole nad Odrou se za dobu jeho existence narodilo či působilo mnoho významných osobností různého původu i náboženství.
- David Nitschmann (1696–1772), misionář a první biskup Moravské církve, tj. obnovené Jednoty bratrské (Unitas Fratrum)[74]
- David Zeisberger (1721–1808), duchovní Moravské církve a misionář mezi domorodci Severní Ameriky
- David Nitschmann (1676–1758), tesař a misionář Moravské církve
- Franz Benisch (1766–1854), římskokatolický kněz, žák Josefa Dobrovského, vysvěcen 1790, ThDr., 1813-1837 superior olomouckého arcibiskupského kněžského semináře, čestný kroměřížský kanovník, rada olomouckého a lvovského arcibiskupa, přísedící obou konzistoří[75]
- Heinrich Teltschik (1801–1878), dědičný rychtář a politik, v roce 1848 poslanec Říšského sněmu
- Franz Teltschik (1803–1869), politik, v roce 1848 poslanec Říšského sněmu
- Jindřich Schulig (1849–1930), vlastivědný spisovatel, jenž shromáždil velké množství historického materiálu k dějinám Kravařska
- Wilhelm Teltschik (1863–1937), majitel dědičné rychty, politik, na počátku 20. století poslanec Říšské rady
- Josef Vincourek (1900–1976), hudební skladatel, dirigent (Česká filharmonie, Národní divadlo) a pedagog. Vystudoval gymnázium v Prostějově a byl blízkým přítelem Jiřího Wolkera.[76]
- Stefan Weigel (1848–1924), četnický strážmistr, rodák z Uničova, jenž 25 let působil v Suchdole nad Odrou, byl vlastivědným pracovníkem a amatérským archeologem[76]
- Vilém A. Vita (1846–1919), malíř působící ve Vídni, svá díla vystavoval mimo jiné i v Paříži
- Bernard Rudofsky (1905–1988), architekt, spisovatel a výtvarník žijící v Americe. Napsal publikaci Architecture without architects.[5]
- Gustav Adolf Říčan (1912–1973), evangelický farář a historik, propagátor odkazu Moravských bratří